# فرودگاه یوکا ولی
فرودگاه یوکا ولی  (به انگلیسی: Yucca Valley Airport) یک فرودگاه همگانی باربری است که یک باند فرود آسفالت دارد و طول باند آن ۱۳۳۰ متر است. این فرودگاه در کشور ایالات متحده آمریکا قرار دارد و در ارتفاع ۹۸۳ متری از سطح دریا واقع شده است.